# Le Navire étoile (téléfilm)
Cet article concerne le téléfilm. Pour le roman de science-fiction, voir Le Navire étoile (roman).
 (août 2011).
Si vous disposez d'ouvrages ou d'articles de référence ou si vous connaissez des sites web de qualité traitant du thème abordé ici, merci de compléter l'article en donnant les références utiles à sa vérifiabilité et en les liant à la section « Notes et références ».

Le Navire étoile est un téléfilm de science-fiction français de 1962, réalisé par Alain Boudet, adapté du roman Le Navire étoile d'E. C. Tubb.
Le film est réalisé suivant le système de la dramatique télévisée (un mélange entre le cinéma et le théâtre). Les techniques de l'époque ne permettaient pas d'enregistrer à l'avance les émissions (à ce moment, le terme « émission » désigne un programme télévisé en tout genre) car cela impliquait un budget important. Il a donc été réalisé dans des conditions de direct. Cependant plusieurs séquences ont été réalisées au préalable puis insérées dans le film.
Il apparaît à l'âge d'or de la science-fiction en tant que genre littéraire et il s'agit de l'un des tout premiers films fantastiques réalisés pour la télévision française.

## Résumé
À la suite d’une guerre nucléaire qui a détruit la Terre, deux mille hommes vivent à bord du Navire étoile, un aéronef lancé dans l'espace depuis trois siècles. Seize générations sont passées sur l'aéronef, voyageant dans l'inconnu, ignorant la destination et la durée de ce voyage. Dans cet univers où le gaspillage est considéré comme le crime majeur et où les bouches inutiles sont automatiquement éliminées, les hommes mènent une existence régie par les lois impitoyables de la machine électronique nommée Psycho.
Enfermé dans les murs de la machine, le capitaine du navire qui reste invisible est assisté par les officiers choisis par l'appareil (Psycho). Ces derniers sont chargés de faire régner l'ordre tout en s'assurant que les habitants du navire obéissent à Psycho. L'intrigue bascule lorsque l'appareil désigne Eddy Burns comme nouvel officier de la "Psycho-police", un jeune technicien des ventilations du secteur 4. Âgé de vingt ans, il est en couple avec Suzanne, jeune fille du même secteur qui représente le seul personnage féminin du téléfilm. En s'impliquant dans une relation, ils se démarquent des autres habitants en développant des sentiments jusque là refoulés par la machine Psycho. En effet, en plus de contrôler les morts, cette dernière décide également de la constitution des couples afin de réguler au mieux les naissances et la civilisation à bord.
Lorsqu'il est élu, Eddy Burns questionne la machine Psycho et son fonctionnement en remettant en cause ses choix. Il veut notamment savoir pourquoi il a été choisi. Cette question posée par le jeune homme sera le fil conducteur du film qui prendra un nouveau tournant lorsqu'il sera chargé de tuer Curtway, le père de Suzanne. Cette mission amènera l'officier à défier, pour la première fois dans l'histoire du navire, les lois de la machine Psycho en cachant Curtway dans une salle des ventilations. Ce qui motive Eddy Burns à épargner Curtway est une confession de ce dernier quant à la découverte d'une faille dans le système de Psycho. Gregson et Bohlen (deux des quatre officiers principaux) ont retiré leurs cartes des données utilisées par l'appareil afin de ne jamais être désignés comme deux personnes à éliminer. Conscients des déviances de l'appareil, Gregson et Bohlen s'interrogent sur leur culpabilités et craignent un retournement de la machine contre les hommes du Navire Étoile : une révolution se prépare.
Eddy Burns a désobéi aux ordres des officiers en épargnant Curtway. De ce fait, il se retrouve également enfermé dans les murs du Navire, dans les ventilations, contraint de fuir les officiers qui les poursuivent afin de les éliminer. Ainsi, dans leur fuite entre les murs du navire, Eddy Burns et Curtway découvrent l'existence d'hommes vivant en autarcie dont l'apparence et l'âge tendent à montrer qu'ils survivent dans la structure du navire depuis longtemps. L'existence de ces hommes remet en cause le voyage. Si Eddy Burns fait face à cette découverte, au même moment sur le Navire, les officiers Gregson et Bohlen complotent et convoquent le capitaine, jusque là invisible, en le menaçant d'ouvrir le feu sur les parois des murs afin de le découvrir. Les armes à feu constituent un danger pour le Navire Étoile et pourraient mener à sa destruction et mettre fin au voyage. Lorsque le capitaine apparaît sous la menace, il se révèle sous son vrai jour pour la première fois. Son apparence est la même que celui des hommes "rebelles", cachés dans les parois du navire : une barbe visible et des vêtements semblables à ceux des rebelles. Lorsque les officiers du navire découvrent l'existence d'une seconde civilisation dans les murs du Navire, le capitaine explique que ces hommes sont le futur de l'humanité mais il explique surtout que Psycho a mis fin au temps des hommes conditionnés en choisissant Eddy Burns, homme "d'esprit et de mains libres". Tous les choix de Psycho ont été des choix logiques et non les résultats de failles dans le système : Psycho reconditionne les hommes à se rapprocher de leur humanité puisqu'à ce moment là, le voyage arrive à sa fin et la terre, après trois siècles, ne représente plus aucun danger : une nouvelle civilisation doit voir le jour.

## Fiche technique
- Titre : Le Navire étoile
- Réalisation : Alain Boudet assisté par Robert Maurice ainsi que Philippe Galardi [1]
- Adaptation et dialogues : Michel Subiela, inspiré du roman d'Edwin Charles Tubb [1]
- Noir et blanc
- Format : 4/3[1]
- Œuvre originale : E. C. Tubb, Star ship, 1956 [1]
- Réalisation : Alain Boudet [1]
- Production : Radiodiffusion Télévision Française, 1962 [1]
- Montage : Jean-Claude Huguet[1]
- Décors : Jean-Jacques Faury assisté par Yves Bridoulot [1]
- Costumes : Rosine Delamare [1]
- Photographie : René Mathelin [1]
- Musique originale : Yves Baudrier sous la direction de Jean Gitton [1]
- Musique expérimentale : Bernard Parmegiani
- Durée : 1h54
- Date de diffusion : Mardi 11 décembre 1962[1]
- Genre : Science fiction, Adaptation télévisuelle
- Société de programmes : ORTF [1]

## Distribution[2]
Par ordre d'entrée: 
- François Maistre : Gregson
- André Charpak : Bohlen
- Pierre Massimi : Merril
- Dirk Sanders : Eddy Burns
- Geneviève Casile : Suzanne
- Yves Brainville : Folden
- Roland Rodier : Henderley
- René Arrieu : le Capitaine
- Yves Gabrielli : Sam Aldway
- Julien Verdier : Goodwin
- Roger Blin : Curtway
- François Perrez : le secrétaire
- Regis Outing : Edwards
- Gérard Redon : L'arbitre
- Jen Laugier : Joe
- Bernad Tardif, Billy Callaway : Les policiers
- Roger Karl : 1er hors-la-loi
- Lafleur : 2e hors-la-loi
- Bernad Vignal : 3e hors-la-loi[1]

## Production

### Genèse du film
Michel Subiela a pour projet de faire entrer à la télévision un genre littéraire populaire dans les années 1950 : la science-fiction. Il cherche une œuvre littéraire dont il fera l'adaptation télévisuelle et favorise le roman d'anticipation à travers lequel, au vu des moyens techniques de l'époque, il pourrait maintenir l'intérêt des téléspectateurs par la "réflexion philosophique et politique sur nos sociétés et leur devenir". Passionné par les romans de science-fiction, il se plonge dans l'œuvre d'Edwin Charles Tub intitulé Star Ship, (Le Navire étoile en français). Pour cette première expérience de la science-fiction à la télévision française, Michel Subiela se lance, accompagné d'Alain Boudet, et contacte Albert Ollivier, directeur de la télévision française à l'époque, qui accepte de soutenir le projet. Si Michel Subiela choisit ce genre littéraire, il compte surtout sur la possibilité que le genre offre au réalisateur : une certaine liberté qu'Alain Boudet relève dans Le Navire étoile.

### Générique[2]
Précédé d'une courte présentation du film par l'animateur de l'émission, le générique présente le titre, inséré par un fondu sur une séquence à la cinquième minute introduit par des sons expérimentaux extradiégétiques. Le générique est ensuite intégré en fondu, accompagné d'une musique extradiégétique, réalisé par Yves Baudrier. Il nous informe sur les différentes personnes qui ont contribué à la réalisation du film ainsi que sur l'origine de ce dernier qui est adapté d'un roman (d'E.C Tubb). Le générique de fin, plus complet, apparait sur un fond noir, sur lequel est ajouté un effet 3D qui vient entourer une représentation de la Terre, faite manuellement. Ce dernier présente l'ensemble des crédits qui s'insère par un balayage vers le haut, sur une musique extradiégétique.

### Tournage et Réalisation
Le Navire étoile est tourné comme une dramatique dans les conditions de direct. Ce procédé de tournage va de pair avec l'époque puisque dans les années 1950 et 60, les fictions de télévision, en l'occurrence les séries télévisuelles, sont surtout inspirées de pièces de théâtre. De plus, le tournage en direct était propre au genre, le direct apporte à la télévision un avantage et un effet en plus du cinéma. Ainsi, dans les conditions du direct, les acteurs offrent un jeu au moment de la diffusion, dans le contexte d'une vie sur un navire spatial. Néanmoins, une vingtaine de minutes du téléfilm sont des inserts rajoutés : les scènes de combats et d'entraînements dans le gymnase ainsi que les plans tournés dans les entrailles du navire, à savoir les scènes dans les ventilations. Elles sont tournées au préalable pour des raisons techniques, notamment des problèmes de sons . Alain Boudet et Michel Subiela souhaitent se démarquer des œuvres de science-fiction américaines dans la réalisation, surtout dans les thématiques abordées. En effet, alors que les films de science-fiction américains soulignent l'aspect technique et électronique, le réalisateur et le scénaristes souhaitent mettre en avant le thème de ce téléfilm. "Moi l'électronique ça ne m'intéresse pas, ce qui m'intéresse, c'est le bonhomme !" dit Alain Boudet lorsqu'il est interrogé par Jacques Siclier. Ainsi, les acteurs jouent un rôle important dans l'effet voulu par les créateurs du Navire Étoile : il s'agit de trouver des "êtres parfaits dans une atmosphère conditionnée". 

### Décors
L'intention du réalisateur est de projeter le téléspectateur dans une ambiance de science-fiction alors inédite jusque là. Pour cela Alain Boudet avait des idées précises malgré un budget contraignant. Il a donc fait appel à Jean Jacques Faury pour réaliser un décor qui puisse rendre compte d'un bond vers le futur tout en suivant les conditions de tournage d'une dramatique. De plus, le décorateur met l'accent sur les entrailles du vaisseau. L'enjeu des décors se trouve dans ce lien entre la thématique (SF) et le budget qui limite les moyens techniques, tout répondant au critères de stylisation de la dramatique.

### Costumes
Les réalisateurs ont fait appel à Rosie Delarme pour la création des costumes. Dans ce téléfilm de science-fiction, aucune distinction n’est faite entre les hommes et les femmes. De ce fait, les habitants du navire sont vêtus de la même façon et portent tous le même casque. De plus, afin de rendre compte d'une époque futuriste, ni les rides ni les cheveux ne sont apparents à l'exception des rebelles. En effet les hommes cachés dans le corps du navire portent une barbe remarquable, propre à leur âge et leur durée de vie. Pour finir, les costumes de ces personnages marginaux sont d'une couleur différente, plus sombre, mais sont aussi nettement plus abimés et salis par le temps. Le capitaine qui connait cette civilisation cachée se rapproche de leur apparence physique.

### Musique
Ce téléfilm de 1962 ne met pas en avant de performances musicales ou sonores. Dirigée par Jean Gitton, une seule musique rythme le film et s'intensifie durant le générique de fin. Cependant, des sons expérimentaux sont créés par ordinateur dans le générique. C'est le seul élément sonore extradiégétique qui s'inscrit dans les codes de la science-fiction cinématographique entendu durant le film. Pour finir, quant au jeu d'acteur, les voix sont appuyées et structurées pour se rapprocher de celle d'un robot.

## Réception
L'œuvre a été perçue comme un nouveau genre télévisuel qui marque et la critique fut mitigée. Si certains critiques saluent l'entrée en télévision du genre à travers ce téléfilm, d'autres ne l'apprécient pas et gardent quelques réserves. Certains critiques comme Jacques Siclier écrivent sur le téléfilm au lendemain de sa sortie: " Elle me parait représenter la tentative la plus originale et la plus audacieuse dans le domaine des émissions dramatiques. À partir d'un spectacle pur, on a tenté de nous introduire dans un univers dont les valeurs nous étaient inconnues. Qu'on ait fait apparaître à l'écran des Martiens, des fusées, des mutants ou des monstres de l'âge atomique, n'aurait pas causé tellement de surprise. Tout le monde connait tant soit peu cette mythologie. Mais nous tenir pendant une heure et demie à l'intérieur d'un vaisseau dans lequel les hommes sont restés physiquement ce qu'ils sont aujourd'hui, s'attacher à définir leur psychologie et leur moral, voilà qui paraît plus étrange. Ne nous trompons pas : l'émission de Michel Subiela et Alain Boudet représente, dans l'évolution de la télévision, une œuvre d'avant-garde bien plus grande que la représentation des Chaises d'Ionesco." (Le Monde, 13 décembre 1962)
À l'image des critiques professionnels, le public a un avis mitigé, il écrit ainsi beaucoup de courriers en réaction à cette première science-fiction télévisuelle.

## Anecdote autour du film
L'intention du réalisateur au niveau des acteurs est celui d'un jeu appuyé , d'une attitude hiératique, raide, figée. Ainsi ils font appel à des danseurs pour le rôle de certains personnages, comme celui d'Eddy Burns, joué par Dirk Sanders. 

## DVD et Blu-ray
En 2011, ce téléfilm a été édité en DVD par l'INA dans sa collection "Les Inédits fantastiques" dans laquelle figurent trois fictions télévisuelles cette année-là : Le Navire Étoile, La Brigade des Maléfices et Fantomas.